# V (漫畫人物)
V是一名美國漫畫的虛構人物。出自於阿蘭·摩爾與大衛·勞埃德所創作的漫畫《V怪客》，V同時也是該漫畫的主角。
他是一名無政府主義革命者、自發性的治安維持者和自由鬥士。V總是以在臉上戴著蓋伊·福克斯面具、留著長髮，身披斗篷的模樣出現在他人面前。
V努力與極權主義和反烏托邦化的英國極權政府展開鬥爭。在作者摩爾的描述下，V是一個被他設計處於倫理困境之中的人物，所以讀者自己必須要去思考在那樣的環境下如果不是成為一個瘋子，要不就是變身成反抗那種艱困處境的英雄。

## 電影改編
2005年改編的電影版中，飾演V的演員本為詹姆斯·鮑弗，但他在開拍後六星期便離開了劇組，理由是他無法忍受整場電影裡都必須戴著面具演出。之後由與該片監製有過合作經驗的雨果·威明代替上陣，不過在電影中有幾幕的畫面仍是含有幾個由詹姆斯·鮑弗飾演V的鏡頭，但配音的部分依然以雨果·威明負責。